# 藤高 (名古屋市)
藤高（ふじたか）は、愛知県名古屋市港区の地名。現行行政地名は藤高一丁目から藤高五丁目。新川の一部に南陽町大字藤高新田が残存している。住居表示未実施。

## 地理
名古屋市港区南西部に位置する。東は南陽町七島新田、西は小川一丁目・同二丁目、南は藤前一丁目・同四丁目・同五丁目、北は西茶屋四丁目・東茶屋四丁目・七島二丁目に接する。

## 歴史

### 藤高新田村の字一覧
『明治十五年愛知県郡町村字名調』（1932年、愛知県教育会発行）による
イ之割・ロ之割・ハ之割・ニ之割・ホ之割・ヘ之割・ト之割

### 沿革

#### 藤高新田
- 1889年（明治22年）10月1日 - 海東郡藤高新田が合併に伴い、同郡茶屋村大字藤高新田となる[3]。
- 1906年（明治39年）7月1日 - 合併に伴い、海東郡南陽村大字藤高新田となる[3]。
- 1913年（大正2年）7月1日 - 海部郡成立に伴い、同郡南陽村大字藤高新田となる[3]。
- 1949年（昭和24年）6月1日 - 町制施行に伴い、海部郡南陽町大字藤高新田となる[3]。
- 1955年（昭和30年）10月1日 - 合併に伴い、名古屋市港区南陽町大字藤高新田となる[3]。
- 1981年（昭和56年）12月5日 - 一部が藤高一丁目から同五丁目および七島二丁目に編入される[3]。

#### 藤高一丁目から藤高五丁目
- 1981年（昭和56年）12月5日 - 港区藤高一丁目・藤高三丁目が南陽町大字七島新田・南陽町大字藤高新田の各一部により、藤高二丁目・藤高四丁目・藤高五丁目が南陽町大字藤高新田の一部によりそれぞれ成立する[3]。
- 1984年（昭和59年）2月11日 - 南陽町大字藤高新田の一部が藤高二丁目から藤高五丁目にそれぞれ編入される[3]。

## 世帯数と人口
2019年（平成31年）3月1日現在の世帯数と人口は以下の通りである。
| 丁目       | 世帯数  | 人口  |
| ---------- | ------- | ----- |
| 藤高一丁目 | 157世帯 | 426人 |
| 藤高二丁目 | 35世帯  | 70人  |
| 藤高三丁目 | 28世帯  | 70人  |
| 藤高四丁目 | 6世帯   | 15人  |
| 藤高五丁目 | 33世帯  | 97人  |
| 計         | 259世帯 | 678人 |

### 人口の変遷
国勢調査による人口の推移
| 2000年（平成12年） | 657人 | [ WEB 6 ] |  |
| 2005年（平成17年） | 680人 | [ WEB 7 ] |  |
| 2010年（平成22年） | 663人 | [ WEB 8 ] |  |
| 2015年（平成27年） | 628人 | [ WEB 9 ] |  |

## 学区
市立小・中学校に通う場合、学校等は以下の通りとなる。また、公立高等学校に通う場合の学区は以下の通りとなる。
| 丁目       | 番・番地等 | 小学校               | 中学校                 | 高等学校 |
| ---------- | ---------- | -------------------- | ---------------------- | -------- |
| 藤高一丁目 | 全域       | 名古屋市立南陽小学校 | 名古屋市立南陽東中学校 | 尾張学区 |
| 藤高二丁目 | 全域       | 名古屋市立南陽小学校 | 名古屋市立南陽東中学校 | 尾張学区 |
| 藤高三丁目 | 全域       | 名古屋市立南陽小学校 | 名古屋市立南陽東中学校 | 尾張学区 |
| 藤高四丁目 | 全域       | 名古屋市立南陽小学校 | 名古屋市立南陽東中学校 | 尾張学区 |
| 藤高五丁目 | 全域       | 名古屋市立南陽小学校 | 名古屋市立南陽東中学校 | 尾張学区 |

## 交通
- 国道23号（名四国道）[1]
- 名古屋市道茶屋線[1]
- 名古屋市道万場藤前線[1]

## 施設
- 曹洞宗喚応寺[1]
- 浄土宗桂花庵[4]
- 神明社[1]

- 喚応寺
- 神明社

## その他

### 日本郵便
- 郵便番号 : 455-0854[WEB 3]（集配局：名古屋港郵便局[WEB 12]）。

### WEB
1. ↑  “愛知県名古屋市港区の町丁・字一覧”.   人口統計ラボ. 2017年10月7日閲覧。
2. 1 2  “町・丁目(大字)別、年齢(10歳階級)別公簿人口(全市・区別)”.   名古屋市 (2019年3月20日). 2019年3月21日閲覧。
3. 1 2  “郵便番号”.  日本郵便. 2019年3月17日閲覧。
4. ↑  “市外局番の一覧”.   総務省. 2019年1月6日閲覧。
5. 1 2  名古屋市役所市民経済局地域振興部住民課町名表示係 (2015年10月21日). “港区の町名一覧”.   名古屋市. 2020年11月15日閲覧。
6. ↑  名古屋市役所総務局企画部統計課統計係 (2005年7月1日). “（刊行物）名古屋の町(大字)・丁目別人口 (平成12年国勢調査) 港区” (XLS). 2017年10月8日閲覧。
7. ↑  名古屋市役所総務局企画部統計課統計係 (2007年6月29日). “平成17年国勢調査　名古屋の町(大字)別・年齢別人口 港区” (XLS). 2017年10月8日閲覧。
8. ↑  名古屋市役所総務局企画部統計課統計係 (2012年6月29日). “平成22年国勢調査　名古屋の町(大字)別・年齢別人口 港区” (XLS). 2017年10月8日閲覧。
9. ↑  名古屋市役所総務局企画部統計課統計係 (2017年7月7日). “平成27年国勢調査　名古屋の町(大字)別・年齢別人口” (XLS). 2017年10月8日閲覧。
10. ↑  “市立小・中学校の通学区域一覧”.   名古屋市 (2018年11月10日). 2019年1月14日閲覧。
11. ↑  “平成29年度以降の愛知県公立高等学校（全日制課程）入学者選抜における通学区域並びに群及びグループ分け案について”.   愛知県教育委員会 (2015年2月16日). 2019年1月14日閲覧。
12. ↑  “郵便番号簿 2018年度版” (PDF).   日本郵便. 2019年4月14日閲覧。

### 文献
1. 1 2 3 4 5 6 7  「角川日本地名大辞典」編纂委員会 1989, p. 1535.

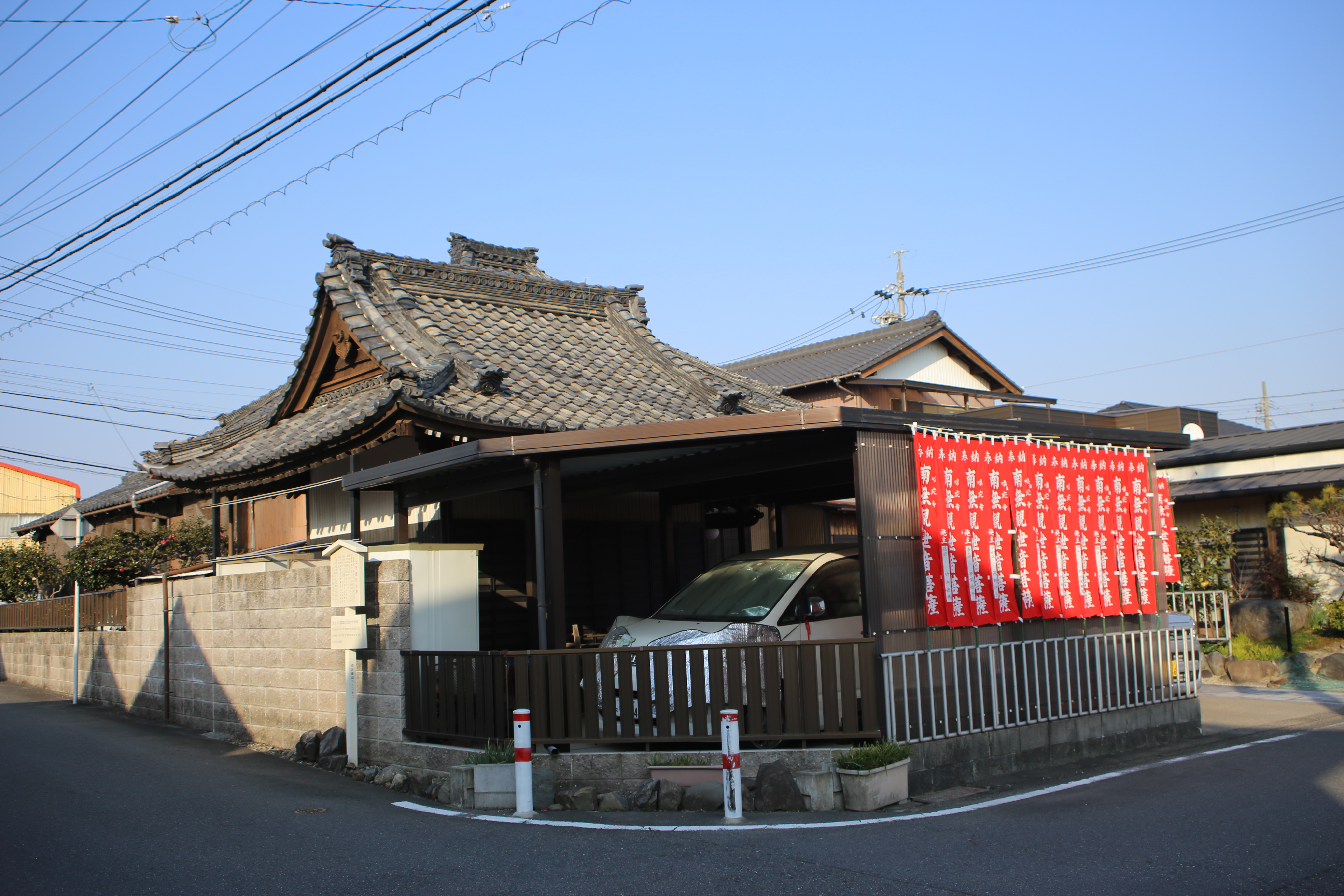
喚応寺
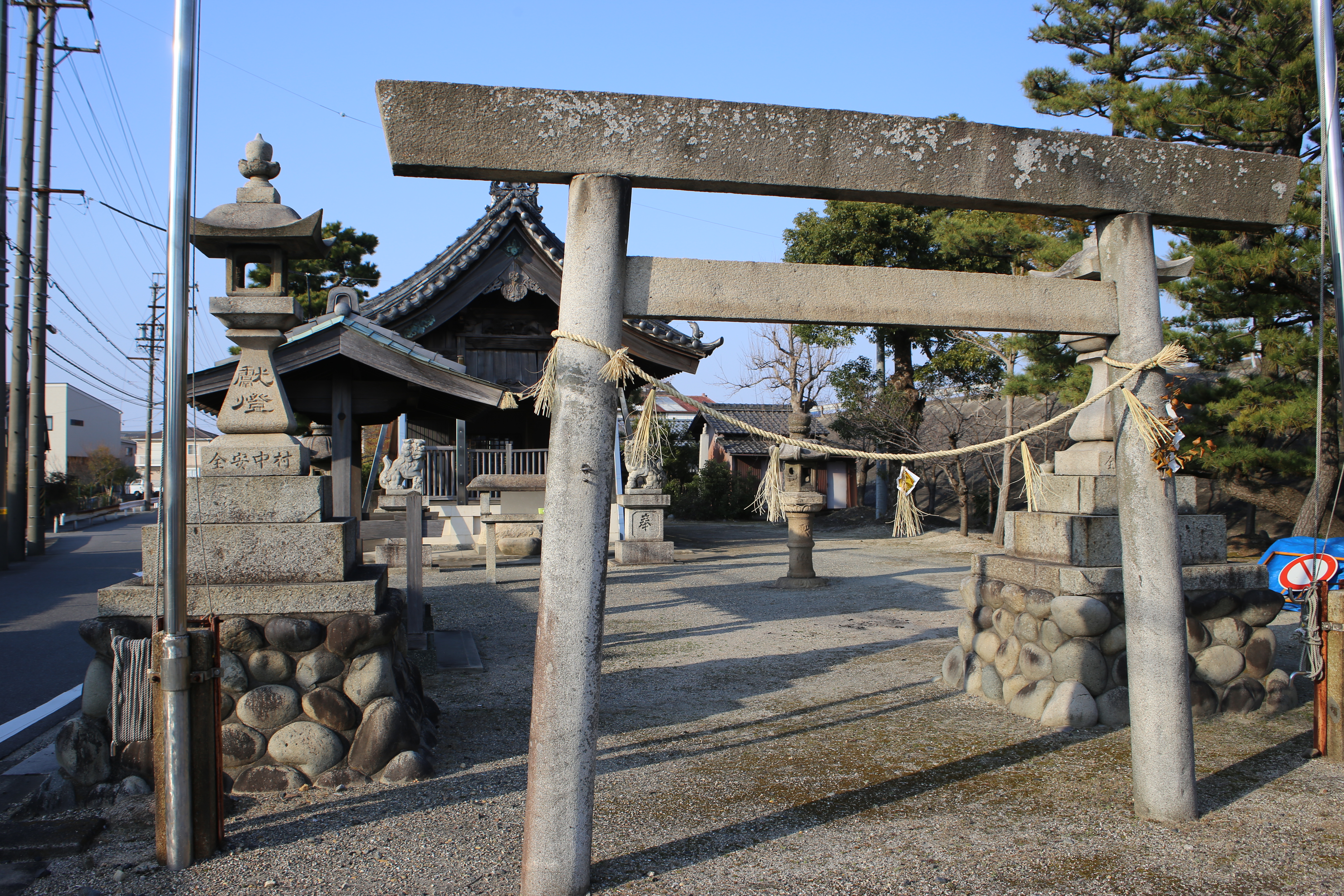
神明社

2. ↑  名古屋市計画局 1992, p. 915.
3. 1 2 3 4 5 6 7 8  名古屋市計画局 1992, p. 843.
4. ↑  名古屋市計画局 1992, p. 539.